# 陸鍵 (明朝)
陸鍵（1574年—1620年），字實甫，號開仲，浙江嘉興府平湖縣人，匠籍，明朝政治人物。

## 生平
萬曆三十四年（1606年）丙午科順天鄉試第十三名舉人，三十五年（1607年）丁未科進士。工部觀政，同年八月授建昌府推官，署南豐縣事，均糧役，卹馬牧，清理漕運，議置盱江書院于南昌集旁，近三郡諸生肄業，給田養之。時益藩宗族漸漸繁衍，供費皆取給於民，陸鍵著為說，以悟益王，民困乃甦。建昌府與閩接壤，閩鹽值不及淮鹽之半，味不加美，窮民藉負販活，朝夕者累千百人往，往苦緝私犯禁，即費不貲，甚至破家以死。陸鍵與建昌府知府鄔鳴雷數言於大吏，請得比廣信府食浙鹽，敷陳痛切，卒為淮商賄賂不行。奸民盜葬他人山，侵其舊塋，習最惡，陸鍵大創之，禍以靖。所纂《萬蒭續志》紀一時得失頗詳，憂民之意亦以是見祀名宦。四十二年（1614年）行取考選，彙輯累朝名臣奏牘，成帙未梓，四十八年（1620年）授禮科給事中，未任。尋卒。著有《尚書四書傳翼》十卷。

## 家族
曾祖陸際；祖父陸鼇，南康府同知，封都察院右僉都御史；父陸萬埈，王府主簿；本生父陸萬垓，都察院右僉都御史，贈右副都御史。母張氏；本生母宗氏，累封宜人。永感下。兄陸大銳（監生），弟陸大鍈。